# Бурен (озеро)
Бу́рен или Борен (швед. Boren) — озеро в Швеции, в лене Эстергётланд, к востоку от города Мутала. Через озеро протекает река Мутала, соединяющая озеро Веттерн с Балтийским морем. Также озеро входит в систему Гёта-канала. Лежит на высоте 73 м над уровнем моря. Площадь озера составляет 27,64 км².